# Nadia Hilker

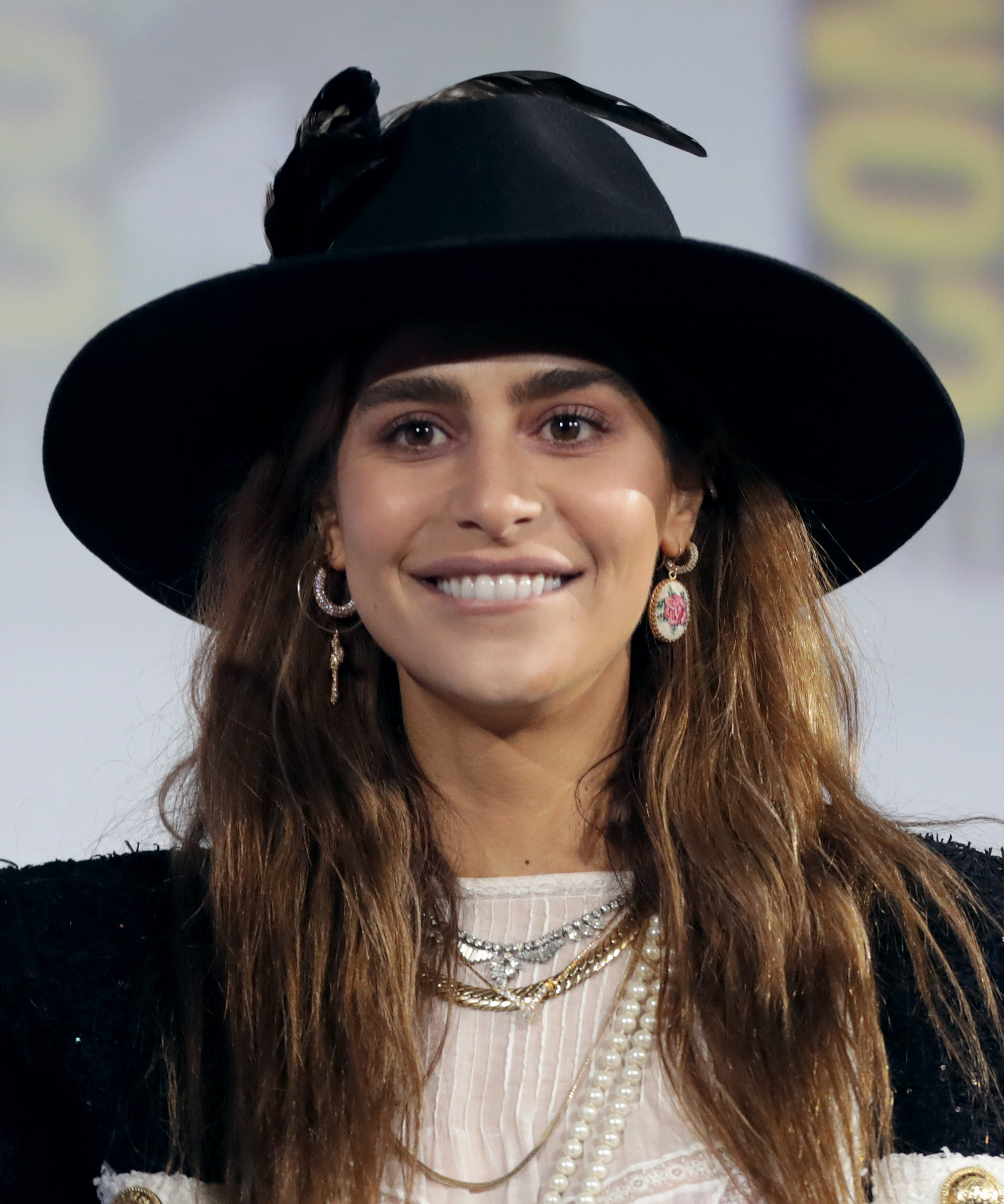
Nadia Hilker (2019)

Nadia Hilker (ur. 1988 w Monachium) – niemiecka aktorka i modelka, która wystąpiła m.in. w serialu Żywe trupy.

## Filmografia

### Filmy
| Rok  | Tytuł                     | Rola   | Uwagi       |
| ---- | ------------------------- | ------ | ----------- |
| 2014 | Spring                    | Louise |             |
| 2014 | In the Gallery            | Zeynep | krótkometr. |
| 2016 | Seria „Niezgodna”: Wierna | Nita   |             |
| 2016 | Zderzenie                 | Rowena |             |

### Telewizja
| Rok        | Tytuł                     | Rola                    | Uwagi         |
| ---------- | ------------------------- | ----------------------- | ------------- |
| 2010       | Zimmer mit Tante          | Marie-Luise Seelig      | film TV       |
| 2010       | Die Route                 | Xenia                   | film TV       |
| 2010, 2012 | SOKO München              | Tina Pfeifer, Lena Weil | 2 odc.        |
| 2010       | Kobra – oddział specjalny | Shirin                  | 1 odc.        |
| 2010       | Stuttgart Homicide        | Tatjana Marquardt       | 1 odc.        |
| 2011       | Für immer 30              | Luca                    | film TV       |
| 2012       | Ostatni gliniarz          | Romy Weidner            | 1 odc.        |
| 2012       | The Other Wife            | Gemma Kendall           | miniserial    |
| 2013       | München 7                 | Nadine                  | 1 odc.        |
| 2015       | Breed                     | Ruby                    | pilot serialu |
| 2015       | Huck                      | Betti                   | 1 odc.        |
| 2016–2017  | The 100                   | Luna kom Floukru        | 7 odc.        |
| 2018-2022  | Żywe trupy                | Magna                   | rola drugopl. |
| 2020       | The Twilight Zone         | Channing Carp           | odc. "8"      |